# Chutes Mutarazi
Les chutes Mutarazi ou chutes Mtarazi, en anglais Mutarazi Falls et Mtarazi Falls, sont des chutes d'eau du Zimbabwe.

## Caractéristiques
Les chutes Mutarazi sont constituées de deux sauts dont le plus grand mesure 479 mètres de hauteur. Au total, la chute d'eau mesure 762 mètres de haut.
La cascade mesure 15 mètres de largeur.

## Localisation
Les chutes Mutarazi sont situées dans le parc national de Mtarazi Falls, dans la chaîne des Eastern Highlands, au Zimbabwe.
Elles sont alimentées par le Mutarazi.